# آلهة أمريكية (رواية)
آلهة أمريكية (بالإنجليزية: American Gods) هي رواية للكاتب الإنكليزيّ نيل جايمان، الرواية عبارة عن مزيج من الفانتازيا والخيال والأساطير القديمة والحديثة، وبتركيز دائم على شخصية شادو الغامضة قليلة الكلام.
قام كل من دار النشر هيدلاين في المملكة المتحدّة ودار النشر ويليام مورو في الولايات المتحدة بنشر الرواية في عام 2001م، وحصلت الرواية على ردات فعل إيجابية كثيرة، كما فازت بالعديد من الجوائز في عام 2002م.
في عام 2011م، قامت دار ويليام مورو للنشر بنشر طبعة جديدة بمناسبة الذكرى العاشرة للرواية، تضمنت النسخة «النّص المفضل» للمؤلّف بالإضافة إلى 12000 كلمة جديدة، وتم نشر نسختين صوتيتين للكتاب؛ وفي عام 2017م، نشرت جمعية فوليو نسخة خاصة من الرواية لهواة جمع النسخ الخاصة، وتضمنت النسخة العديد من التصحيحات للنص المفضل للكاتب.
في نيسان 2017م، بدأت شبكة ستارز (Starz) بتبني الرواية وتحويلها إلى مسلسل تلفزيوني، كان كل من بريان فولر ومايكل غرين منتجين عظماء ، ونيل جايمان منتج منفذ، إلا أن فولر وغرين غادرا المسلسل بعد الموسم الأول منه.

## ملخص الحبكة
شادو هو مدان سابق يطلق سراحه عندما تموت زوجته لورا مون وصديقتها روبي بيرتون في حادث سيّارة؛ يعمل كحارس شخصي لرجل مخادع وغامض يُدعى السيد وينزداي. يسافر شادو والسيد وينزداي عبر الولايات الأمريكيّة لزيارة معارف السيّد وينزداي، ليكتشف عندها شادو أن السيّد وينزداي هو تجسيد للإله أودين.
يكتشف شادو أيضاً أن السيّد وينزداي يقوم بتجنيد تجليّات للآلهة القديمة التي تضاءلت قوتهم مع انخفاض عدد المؤمنين فيهم، وذلك من أجل المعركة الكبيرة مع الآلهة الأمريكية الجديدة (التكنولوجيا الحديثة مثل ميديا والفتى التقني).
يقابل شادو عفريت اسمه ماد سويني، ويقاتله وينتصر عليه، فيقوم ماد سويني بإعطاء شادو عملة ذهبية سحرية؛ يقوم شادو برمي العملة الذهبية في قبر زوجته ليتفاجأ بأنّه قد أعادها إلى الحياة –بدون قصد-، ولكنها تعود كنصف حيّة فقط وليس بشكل طبيعي.
تستعين الآلهة الجديدة بمجموعة عناصر من منظمة الرجال في البذلة السوداء (Men in Black) بقيادة السيد وورلد، من أجل اختطاف شادو، وتنجح في ذلك؛ لكن تقوم لورا بإنقاذه مما يسفر عن مقتل العديد من عناصر الرجال في البذلة السوداء، يقوم السيد وينزداي بإخفاء شادو عند بعض الآلهة المصرية القديمة في ولاية إيلينوي، ثم في منطقة البحيرات الكبرى؛ لكن الرجال في البذلة السوداء بقيادة السيد تاون يستمرّوا في ملاحقة شادو، لأن السيد تاون يعتقد بأن شادو هو السبب في موت أصدقائه.
تعتزم الآلهة الجديدة على التعايش مع السيد وينزداي لكنّها تقتله في أحد الاجتماعات، مما يحفّز كل الآلهة القديمة على الوقوف بوجه أعدائها في معركة روك سيتي، في هذه الأثناء يقوم شادو بالحفاظ على شموع السيد وينزداي كجزء من عقد العمل معه وذلك من أجل حماية الجزء الخاص بأودين في شجرة العالم.
يزور الإله حورس شادو أثناء وقفته أمام شجرة العالم، ويعبّر عن غضبه لعيشه لفترة طويلة كصقر؛ يموت شادو ويزور عالم الأموات وتتم محاكمته من قبل أنوبيس، ليكتشف شادو أنه ابن أودين وأن كل ما حدث له هو خطة من قبل الآلهة القديمة. في هذا الوقت يصل السّيد تاون إلى شجرة العالم بعد أن أمره السيّد وورلد بقطع فرع من شجرة الحياة.
يجد حورس الآلهة إيستر ويقنعها بإعادة شادو إلى الحياة، يكتشف لاحقاً شادو أنّ السيّد وورلد هو الإله لوكي. كما يكتشف أن كل الأحداث التي حصلت هي خدعة أبطالها أودين ولوكي اللذان خطّطا لولادة شادو من جديد وحادث زوجته، كما تضمنّت خطة لوكي قتل أودين لكي تكون المعركة بين الآلهة الجديدة والقديمة بمثابة تضحية لأودين لكي يستعيد قوّته، في حين أن لوكي سيتّغذّى على الفواضى النّاتجة عن المعركة.
تسافر لورا إلى روك سيتي وتلتقي بالسيّد تاون بدون أن تعلم بهويّته، أثناء سفرها معه تدرك حقيقته فتقوم بقتله ثم سرقة فرع شجرة العالم منه، وعندما تقابل لوكي تقوم بطعنه بالفرع الذي يتحوّل إلى رمح.
يصل شادو إلى روك سيتي، يواجه لوكي المصاب بجروح خطيرة، ويتحدّث مع شبح أودين الذي يكشف عن الخطّة الخبيثة؛ على أرض المعركة يواجه طرفا المعركة الحقيقة المؤلمة أنّه لا يوجد ما يمكن ربحه في هذه المعركة فالولايات المتّحدة هي مكان سيّء للآلهة، يطلب شادو من الآلهة العودة إلى عالمهم الخاص، فيموت لوكي ويغادر شبح أودين؛ تطلب لورا من شادو أخذ القطعة النقدية السحرية لكي تموت بسلام في النهاية.
في آيسلندا يلتقي شادو بتجسيد آخر للإله أودين، الذي صنعه إيمان المستوطنين الأصليين في آيسلندا؛ هذا التجسيد أقرب للأسطورة من التجسيد السابق (السيد وينزداي)، يواجه شادو التجسيد الجديد بتصرّفات السيّد وينزداي، فيعترف التجسيد بأنّ السيّد وينزداي فعلاً كان تجسيد لأودين لكنّ التجسيد الجديد لا يوافق على تصرّفات السيّد وينزداي.
يقوم شادو ببعض حركات الخفّة والحيل السحريّة أمام أودين، يُعجب أودين بخدع شادو ويطلب منه إعادتها، ليقوم شادو بحيلة سحرية حقيقية حيث يجذب قطعة معدنيّة ذهبيّة سحرية من اللاشيء أثناء ابتعاده عن الإله أودين.

## الشخصيات
- شادو مون: مُدان سابق، يصبح الحارس الشخصي للإله أودين، وهو ابنه أيضاً.
- لورا مون: زوجة شادو مون التي توفيّت في حادث سيّارة قبل بضعة أيّام من إطلاق سراح زوجها.
- سامانثا «سام» (بلاك كرو): طالبة جامعيّة يلتقي بها شادو أثناء رحلته.
- تشاد موليجان: رئيس الشرطة في مدينة ليكسايد، طيب القلب.

الآلهة القديمة
- ندالسيّد وينزداي: أحد تجسيدات أودين، إله الحكمة والمعرفة.
- تسيرنوبوغ: إله الظلام، وهو الأخ التوءم لإله النور بيلوبوج.
- الأخوات زوريا: يمثّلن نجمة الصباح، النجمة المسائية، نجمة منتصف الليل؛ وحسب الأأساطير السلافية فإنهنّ خدم الإله داغبوج، ومهمتهنّ هي مراقبة كلب يوم القيامة سيمارغل المقيّد بالنجم بولاريس، وذلك لأنّه في حال انقطاع سلسلة الكلب سوف يقوم بابتلاع العالم.
- السيّد نانسي- أنانسي: الإله العنكبوت، وهو محتال من الفلكلور الأفريقيّ، يسخر من النّاس بسبب غبائهم.
- السيّد إيبيس –تحوت: الإله المصري القديم للمعرفة والكتابة، يدير صالة للعزاء في القاهرة، إيلينوي، مع السيد جاكيل.
- السيّد جاكيل: الإله المصري القديم للموتى والتحنيط.
- إيستر: آلهة الفجر الجرمانية.
- ماد سويني: ملك من قصة إيرليّة قديمة، لكنّه في الرواية شرير من العفاريت مدمن على الخمر وطويل بشكل مخيف.
- ويسكي جاك: شخصية خاطفة من الأساطير، يعيش قرب إحدى المحميّات في لاكوتا، يعيش مع جون تشابمان.
- جون تشابمان: شريك ويسكي جاك ويضاهي الآلهة بالحكمة.
- ألفيس: قزم في الأساطير الاسكندنافية.
- غوديون: إله خادع من الأساطير الويلزيّة.
- لوكي: إله الشر والخداع في الأساطير الاسكندنافيّة.
- حورس: إله مصري قديم، وهو إله السماء.
- هينزلمان: إله من القبائل الجرمانية القديمة، يحمي مدينة ليكسايد عن طريق التضحية بطفل واحد في كل عام، ويتجسّد بشكل رجل عجوز.
- بلقيس: ملكة سبأ، تمتص شركاءها الجنسيين وتحولهم لعبدة لها.
- ماما جي: آلهة الوقت والتدمير في الأساطير الهندوسيّة.

الآلهة الجديدة
- الفتى التقني: إله جديد لأجهزة الحاسوب والإنترنت.
- ميديا: آلهة جديدة للتلفاز، تظهربأشكال مختلفة ومتنوعة.
- القبّعات السّوداء، السيّد رود، السيّد تاون، السيّد وود، والسيّد ستون: تعكس اعتقادات لمجتمع نظريّة المؤامرة التي تتجسّد على شكل الرجال في البذلة السوداء، الذين يعملون كجواسيس للآلهة الجديدة.
- إنتانجيبلز: آلهة جديدة من سوق الأوراق الماليّة الحديثة.
- السيّد وورلد: زعيم الرجال في البذلة السّوداء، يمثّل العولمة.

## التأثير
الإهداء في بداية الرواية يقول: «للأصدقاء الغاليين، كاثي آكر وروجر زليزني، وكل النقّاط بينهما».
على الرغم من التشابه الكبير بين رواية تيري براتشيت «آلهة صغيرة» (Small Gods) وبين رواية «آلهة أمريكية» (American Gods)، يقول جايمان أنّه لم يقرأ عمل براتشيت على الإطلاق، ورجّح سبب التشابه إلى أنهما يتشاركان نفس وجهة النّظر نسبةً إلى أصولهما الجغرافيّة، بالإضافة إلى السبب الأكبر وهو الاتصالات اليوميّة بين الكاتبين ومساعدة براتشيت لجايمان في بعض نقاط رواية «آلهة أمريكيّة».
وفقاً لجايمان، لا تستند روايته على رواية «ثمانية أيام من لوقا» (Eight Days of Luke) للكاتبة دايانا واين جونز، على الرغم من أنهما يملكان تشابهاً غريباً، مثل ربط أسماء الآلهة بأيام الأسبوع، تجاوز الكاتب هذه القصة لكنّه عاد واستعملها في رواية «آلهة أمريكيّة» عندما اجتمع شادو والسيّد وينزداي في يوم الأسبوع الذي يحمل نفس اسم الإله –يوم الأربعاء وهو بالإنكليزية Wednesday-.
أما بالنسبة لرواية "فوتان: (Votan) للكاتب جون جايمس، قال جايمان: "أعتقد أن أفضل كتاب عن الاسكندنافيين هو الكتاب الذي لم أسمح لنفسي بأن أقرأه في الفترة الممتدة بين فكرة روايتي «آلهة أمريكية» ولحظة انتهائي منها، ونشرها. جلست في الواقع وسمحت لنفسي بقراءتها منذ 15 عاماً، وبالفعل كانت جيّدة كما توقّعتها تماماً".

## ربط الموقع
في حين كان جايمان يكتب «آلهة أمريكيّة»، أنشأ ناشروه موقعاً الكترونيّاً للترويج لروايته، حيث يضم الموقع مدوّنة الكترونيّة تصف فيها الحياة اليوميّة لجايمان أثناء كتابة الرواية ومراجعتها وتعديلها؛ بعد نشر الرواية تطوّر الموقع ليصبح الموقع الرسمي للمؤلّف، وبدءاً من عام 2010م أصبح جايمان يكتب بشكل مستمرّ على الموقع حول حياته اليوميّة وكتاباته ومن أجل الترويج لأعماله أيضاً.
في 28 شباط 2008م، أعلن جايمان في المدوّنة أنّه خلال شهر واحد سيكون النّص الكامل لرواية آلهة أمريكيّة متاحاً على موقع الويب الخاص به.

## التلقي
فاز الكتاب في عام 2002م بجائزة هيوغو، نيبولا، لوكوس. جوائز مجلة (SFX) و (Bram Stoker)، وكل الجوائز لفئة أفضل رواية. ترشّحت الرواية أيضاً لجوائز (BSFA Award) في عام 2001م[11]، تماماً كما حدث في عام 2002م في جائزة أفضل رواية فانتازيا في العالم World Fantasy Awards) )، وجائزة نقابة الرعب العالمية (International Horror Guild Award)، وجائزة ميثوبويك (Mythopoeic AwardS)، وجائزة الفانتازيا البريطانية (British Fantasy Awards) [1]. فازت الرواية بجائزة غفن (Geffen Award) في عام 2003م.
في أيار 2010م، تم اختيار رواية «آلهة أمريكيّة» في استطلاع عبر الإنترنت لتكون أول كتاب (One Book One Twitter).

## تاريخ النشر
نشر الكتاب لأول مرة في عام 2001م، من قبل دار هيدلاين للنشر ودار ويليام مورو للنشر في الولايات المتحدة.
في حزيران 2011م، قامت دار النشر بنشر طبعة جديدة بمناسبة الذكرى العاشرة للرواية، تضمنت النسخة «النص المفضل للمؤلّف» بالإضافة إلى 12000 كلمة جديدة. هذه النسخة مطابقة تماماً للنسخة المحدودة المرقّمة والموقّعة والتي تم إصدارها من قبل دار هيل هاوس للنشر في عام 2003م، ولنسخة دار هيدلاين التي تبنّت جايمان في المملكة المتحدة منذ عام 2005م. نسخة الذكرى العاشرة للرواية كانت متاحة في كل أنحاء العالم خارج المملكة المتحدة.
قامت هارببر أوديو بنشر نسختين صوتيتين للكتاب ؛ تم إصدار نسخة مختصرة من الرواية الأصلية والتي قرأها جورج غيدال؛ في عام 2011م، تم إصدار نسخة صوتية كاملة للرواية للطبعة الخاصة بالذكرى العاشرة، بالإضافة إلى الـ 12000 كلمة الجديدة.
قامت شركة دارك هورس كوميكس (Dark Horse Comics) بنشر سلسلة هزلية بعنوان (American Gods: Shadows)، في آذار 2017م، وفي عام 2018م صدر عن نفس شركة الكتب الهزلية كتاب بنفس العنوان إلا أنّه يضم الإصدارات التسعة للسلسلة الهزلية.
وفي آذار 2017م، نشرت جمعية فوليو نسخة خاصة من الرواية لهواة جمع النسخ الخاصة من رواية «آلهة أمريكيّة»، وتضمنت النسخة العديد من التصحيحات للنص المفضل للكاتب، حيث وصف جايمان النص المصحح بأنّه أنظف نص على الإطلاق.

## التبني
قامت شبكة ستارز بتطوير مسلسل تلفزيوني مأخوذ عن الرّواية مع بريان فولر ومايكل غرين. ظهر المسلسل في نيسان 2017م؛ في نهاية الموسم الأول تنحّى بريان فولر عن منصبه واستُبدل بـ جيسي أليكساندر. عمل برايان وجيسي سابقاً معاً في ستار تريك: ديسكوفري (Star Trek: Discovery) وهانيبال (Hannibal (TV series).).

## أعمال ذات صلة
رواية جايمان القادمة «أولاد أنانسي» (Anansi Boys)، تحصل قبل أحداث رواية «آلهة أمريكيّة» (American Gods)، وتتشارك الروايتان شخصيّة واحدة وهي السيّد أنانسي، وهو الإله العنكبوت للأسطورة الأفريقية.
في مقابلة نشرت في 22 تموز 2001م، مع (MTV News) قال جايمان أنه يملك خطة لكتابة سلسلة من رواية «آلهة أمريكية»، وأنّه كان يفكر بهذا الأمر منذ بداية كتابته للرواية، وقال أنّه سيركّز على الآلهة الجديدة بشكل أفضل في الأجزاء القادمة من الرواية.

## وصلات خارجية
- الفصول الخمسة الأولى من رواية «آلهة أمريكية» من إصدار HarperCollins (بالإنجليزية)
- «فقط الآلهة حقيقية» - قائمة بجميع الآلهة والكائنات الأسطورية التي ظهرت في رواية «آلهة أمريكية» (بالإنجليزية)
- إدخال تعليقي مُطوّل على رواية «آلهة أمريكية» على موقع واي باك مشين (نسخة محفوظة 6 أكتوبر 2011)